# اشیرول
شهر اشیرول (به فرانسوی: Échirolles) در شهرستان ایزر در ناحیه رون-آلپ با جمعیت ۳۵٬۶۸۷ نفر در کشور فرانسه واقع شده‌است.

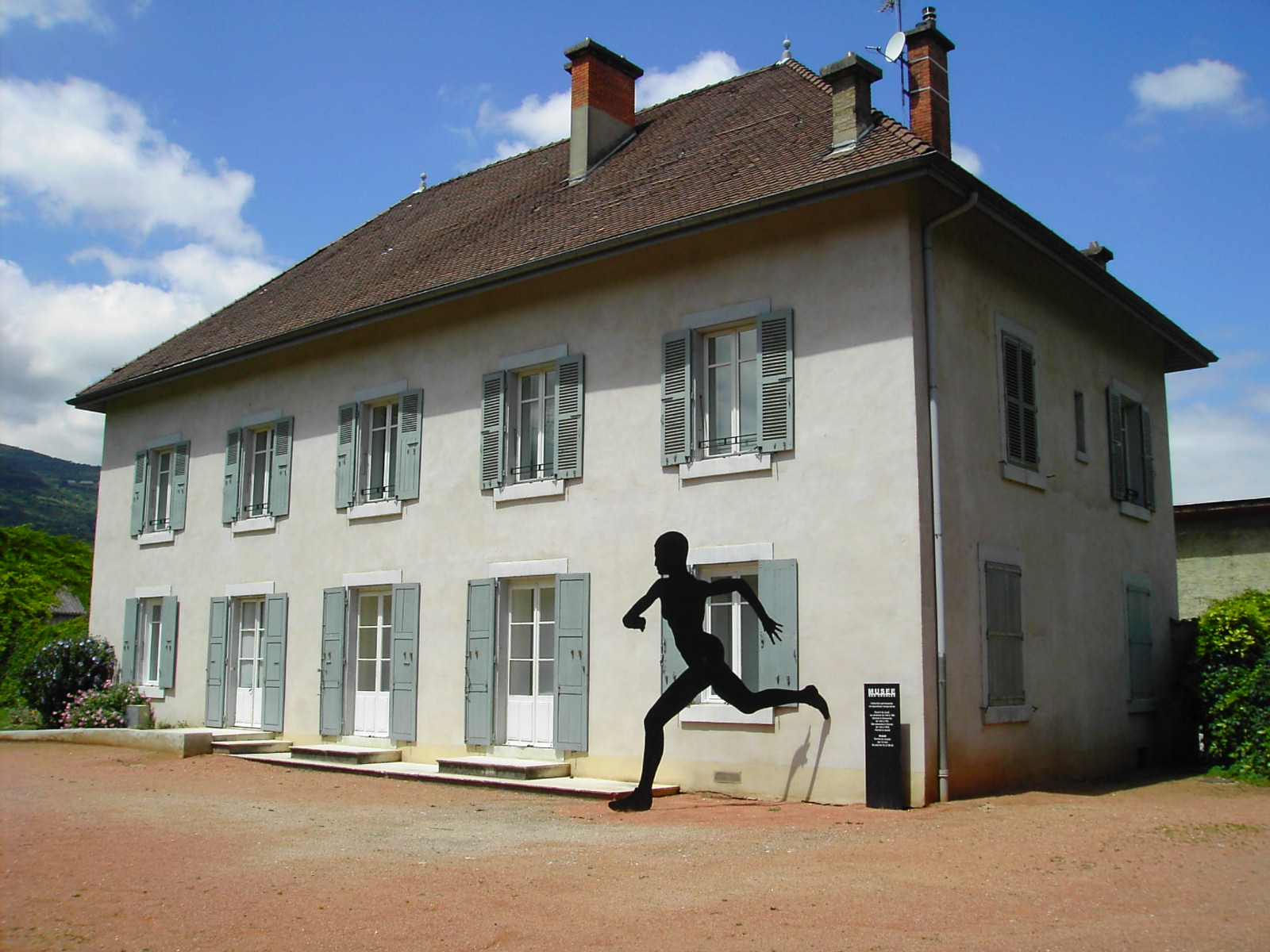
ساختمان موزه ژئو-شارل در شهر اشیرول